# Boner
Boner  – herb szlachecki.

## Opis herbu
Na tarczy ściętej w polach barwy niewiadomej w górnym z łodygi o 2 listkach trzy kwiatki dzwonków, a w dolnym pół lwa wspiętego. W klejnocie nad hełmem w koronie pół takiegoż lwa.

## Herbowni
Boner